# Sebastian Metzger
Sebastian Metzger (* 1. Juli 1935) ist ein ehemaliger deutscher Fußballspieler, welcher in der Saison 1956/57 ein Länderspiel in der deutschen Fußballnationalmannschaft der Amateure absolviert hat. Von 1958 bis 1961 hat der zumeist als Verteidiger auflaufende Metzger in der Fußball-Oberliga Süd für TSV 1860 München 37 Ligaspiele in der damals erstklassigen Oberliga Süd absolviert.

## Laufbahn
Der Amateurfußballer Sebastian Metzger belegte in der Saison 1956/57 mit seinem Verein FC Wacker München in der 1. Amateurliga Südbayern den vierten Rang. Mit der bayerischen Amateurauswahl scheiterte er im Wettbewerb des Länderpokals im Halbfinale am späteren Sieger Niedersachsen (0:2). Trotzdem wurde er am 19. Mai 1957 in Offenburg in die Amateurnationalmannschaft des DFB beim Länderspiel gegen England berufen. Beim 1:1-Remis der deutschen Amateurauswahl bildete er mit Hermann Höfer das Verteidigerpaar im Team um Spielführer Herbert Schäfer und des Torschützen Ernst-Günter Habig. Metzger spielte auch die Saison 1957/58 bei den „Blausternen“ und gehörte somit der Meistermannschaft in der 1. Amateurliga Südbayern an. Peter Grosser wurde bei den Amateuren von Bayern München mit 34 Treffern Torschützenkönig in Südbayern und zur Saison 1958/59 Vertragsspieler bei den Bayern, Metzger unterschrieb beim Lokalrivalen 1860 München einen Vertrag für die Oberliga Süd. Die „Löwen“ nahmen vom VfB Stuttgart noch den Außenläufer Wolfgang Simon unter Vertrag.
Am 1. Februar 1959 debütierte Metzger unter Trainer Hans Hipp beim Heimspiel gegen Eintracht Frankfurt (1:1) vor 25.000 Zuschauern in der Oberliga Süd. Er spielte im damals überwiegend praktizierten WM-System als rechter Verteidiger neben Werner Pfanzelt und Mittelläufer Alfons Stemmer. In den überwiegenden Zweikämpfen hatte er es mit Eintracht-Linksaußen Erich Meier zu tun gehabt. Am 22. Februar 1959 erlebte er erstmals die Atmosphäre beim Lokalderby gegen den FC Bayern. Vor 35.000 Zuschauern setzten sich die „Löwen“ mit 2:1 gegen die mit Torhüter Árpád Fazekas, Mittelläufer Ludwig Landerer, Außenläufer Karl „Charly“ Mai, Halbstürmer Kurt Sommerlatt und dem Angreifer Peter Grosser aufgelaufenen „Roten“ durch. Am Rundenende belegte 1860 München den sechsten Rang und Metzger hatte zwölf Oberligaspiele bestritten. In seinem zweiten „Löwen“-Jahr, 1959/60, kamen lediglich sieben weitere Oberligaeinsätze hinzu.
In der dritten Oberligasaison, 1960/61, gehörte Metzger als rechter Verteidiger beziehungsweise rechter Außenläufer, durchgehend vom vierten bis zum 21. Spieltag der Stammformation der „Blauen“ an. Sein letzter Oberligaeinsatz datiert vom 29. Januar 1961, beim Rückspiel gegen den FC Bayern, das er mit den „Löwen“ mit deutlich mit 2:6 Toren verlor. In Zukunft schlug die Stunde von Manfred Wagner, Rudolf Steiner und Hans Reich. Der ehemalige Wackeraner hatte 18 Oberligaeinsätze 1960/61 zu verzeichnen und 1860 belegte den sechsten Rang. Trainer Hipps Zeit war abgelaufen, zur Saison 1961/62 übernahm Max Merkel und der Wiener konnte auf die Neuzugänge Helmut Benthaus (Westfalia Herne), Werner Anzill (TuS Raubling), Hans Küppers (SW Essen) und Hans Rebele aus dem eigenen Nachwuchs setzen. Metzger wechselte zur Saison 1961/62 gemeinsam mit Ludwig Zausinger nach Österreich zum Salzburger AK 1914.